# 野咲わか
野咲 わか（のざき わか、1996年3月22日 - ）は、日本の元アイドル。 仮面女子、アーマーガールズ、チェリーブロッサムの元メンバー。メンバーカラーは水色。大阪府大阪市出身。元アリスプロジェクト所属。
2022年3月5日付け仮面女子公式ブログにて、卒業が発表された。

## 経歴

### 2017年
- 4月1日、アリスプロジェクト所属。
- 4月8日、ステージデビュー。
- 4月30日、スライムガールズ加入。
- 6月11日、OZに昇格することが発表。
- 8月27日、スライムガールズ卒業。OZ加入。
- 9月2日、仮面女子候補生加入式。

### 2018年
- 4月21日、野咲わか生誕祭（自身初の生誕祭）。
- 8月16日、OZ、仮面女子候補生卒業。アーマーガールズ加入。

### 2019年
- 1月13日、チェリーブロッサム加入。
- 4月6日、野咲わか生誕祭（自身2度目の生誕祭）。
- 12月7日、窪田美沙の卒業に伴い、アーマーガールズのリーダーに就任。

### 2020年
- 8月13日、千葉県長生郡長南町にある長福寿寺にてサマージャンボ宝くじ〈高額当選〉祈願祭に上下碧と出席。
- 9月13日、野咲わか生誕祭。本来は4月4日に予定されていたものが、新型コロナウイルス流行の影響で延期になり、この日となった。

### 2022年
- 3月5日、仮面女子からのお知らせ日記（公式ブログ）にて、卒業が発表された[2][3]。

## 人物
趣味はスポーツ観戦、アイドル鑑賞　スポーツはプロ野球の広島東洋カープのファンである。
アリスプロジェクトに入る前は神社で巫女をしていた。
メンバーカラーは水色である。これは上下碧のアーマーガールズ加入(2020年7月)に伴い、青色から今の水色に変更したものである。
好きな食べ物は、魚や寿司。
愛称は「わかちゃん」で、推しの総称も「わかちゃんず☆」となっているが、アーマーガールズに所属していた窪田美沙は「わかちこ」と呼んでいた時代もある。

## コール・サイリウムカラーなど
- コール：ちびっこ天使のわかちゃん
- 全開☆ヒーロー：野に咲く笑顔は癒やしのスマイルわかちゃん
- サイリウムカラー：水色
- LINEグループ名：わかちゃんず☆

## 出演

### ラジオ
- 仮面女子 雪乃しほりのワクワクサワー（2018年4月2日 - 9月3日、コミュニティFM）- サブパーソナリティ
- ラジオiNEWS（2019年3月7日・14日・28日、日経ラジオ社）[4] - 月野もあとともに出演。

### テレビ
- カワウソちぃたん☆が行くホントの日本（チバテレ）

### ネット配信
- アリスはここから!（2017年4月 - 、WALLOP放送局）

### 雑誌
- DEEP MAGAZINE（2018年4月号）
- モトモト（2018年4月号・5月号・7月号・8月号）[5]
- モトモト（2019年1月号・3月号・4月号・6月号）
- モトモト（2020年6月号・10月号）
- Popteen（2020年7月号）
- オートバイRIDE（2020年11月号）